# 庚申堂 (藤沢市)
庚申堂（こうしんどう）は神奈川県藤沢市にある庚申信仰の仏堂。

## 概要
藤沢宿でただ一つの庚申堂である。堂の建立は慶安年間（1648年 - 1652年）と言われている。

## 本尊・脇侍
本尊
- 木造青面金剛 - 藤沢市指定有形民俗文化財

脇侍
- 両脇侍立像 - 藤沢市指定有形民俗文化財

## 庚申供養塔

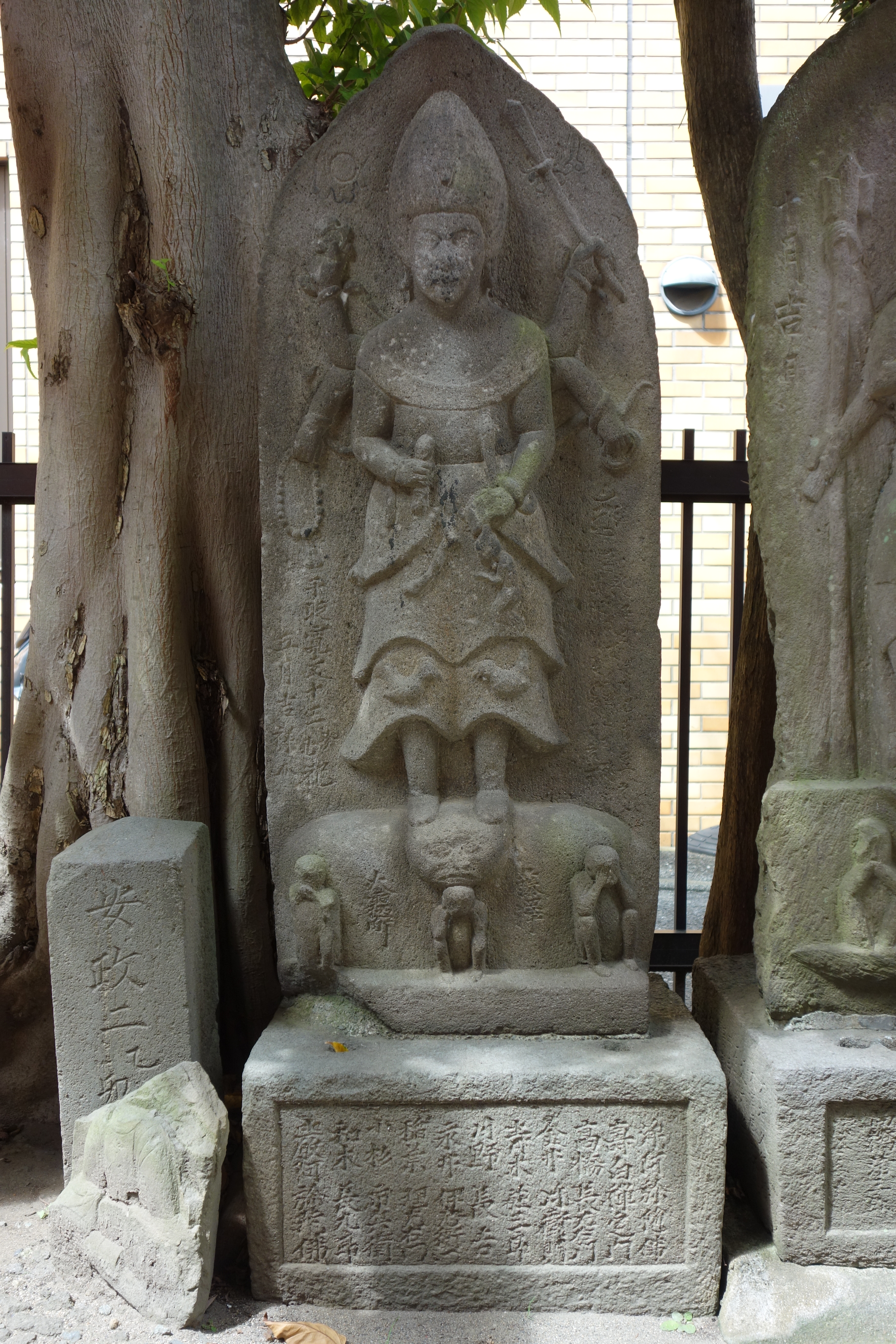
寛文十三年庚申供養塔

- 寛文13年庚申供養塔 - 藤沢市指定有形民俗文化財

## その他
1890年（明治23年）ラフカディオ・ハーン（のちに小泉八雲を名乗る）が鎌倉江の島を訪れた後、藤沢大坂町の庚申堂に立ち寄った事を「江の島巡礼」『知られぬ日本の面影』に記述している。

## 所在地情報
所在地
- 神奈川県藤沢市藤沢92番地

交通
- 鉄道
  - 藤沢駅